# Tejido adiposo
El tejido adiposo o tejido graso es el tejido de origen mesenquimal (un tipo de tejido conjuntivo) conformado por la asociación de células que acumulan lípidos en su citoplasma: los adipocitos.
El tejido adiposo, por un lado, cumple funciones mecánicas: servir como amortiguador, proteger y mantener en su lugar tanto a los órganos internos así como a otras estructuras  externas del cuerpo, y funciones metabólicas: generar grasas para el organismo.

## Tipos de tejido adiposo o tejido graso
Existen dos tipos de tejido adiposo, el tejido adiposo blanco (o unilocular) y la grasa parda (o multilocular).
El citosol y el núcleo quedan reducidos a una pequeña área cerca de la membrana. El resto es ocupado por una gran gota de grasa. El tejido adiposo, que carece de sustancia fundamental, se halla dividido por finas trabéculas de tejido fascicular en lóbulos.
La grasa de las células se encuentra en estado semilíquido y también está compuesta fundamentalmente por triglicéridos. Se acumula de preferencia en el tejido subcutáneo, la capa más profunda de la piel. Sus células, lipocitos, están especializadas en formar y almacenar grasa. Esta capa se denomina panículo adiposo y es un aislante del frío y del calor. Actúa como una almohadilla y también como un almacén de reservas nutritivas.
Este tipo de tejido cumple funciones de relleno y de amortiguación, especialmente en las áreas subcutáneas. También sirve de soporte estructural y una función de reserva energética. La grasa varía de consistencia, es decir puede ser encontrada tanto en estado líquido como sólido.
El crecimiento de este tejido se puede producir por proliferación celular (crecimiento hiperplásico), por acumulación de una mayor cantidad de lípidos en las células ya existentes (crecimiento hipertrófico), pero nunca aumenta el número de adipocitos por división mitótica. Durante la adolescencia el crecimiento es, generalmente, rápido, lo mismo que en el adulto hipertrófico.

## Características anatómicas

### Humanos

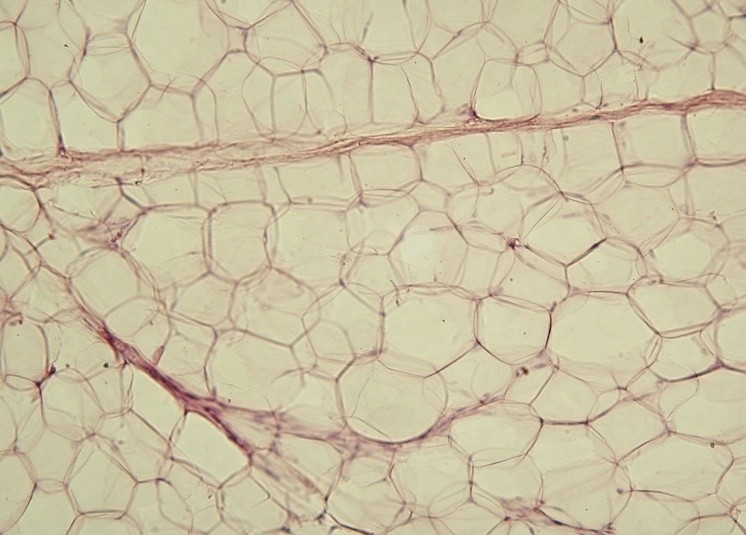
Imagen por microscopía óptica de un corte de tejido adiposo blanco subcutáneo (tinción con hematoxilina-eosina: obsérvese el aspecto vacuolado de las células que han perdido su contenido lipídico durante la preparación histológica).

En los humanos, el tejido adiposo está localizado debajo de la piel (grasa subcutánea), alrededor de los órganos internos (grasa visceral), en la médula ósea (médula ósea amarilla) y en las mamas. El tejido adiposo está localizado en regiones específicas, las cuales se conocen como depósitos de adipocitos. Además de los adipocitos, que conforman el porcentaje más alto de células en el tejido adiposo, existen otras células que están presentes de manera colectiva denominadas fracción de estroma visceral (SVF). Este estroma está formado por preparatoria-adipocitos, fibroblastos, macrófagos de tejido adiposo, y células endoteliales. El tejido adiposo contiene pequeños vasos sanguíneos.
En el sistema tegumentario, el cual incluye la piel, el tejido adiposo se almacena en la capa más profunda de la piel regulando la temperatura del cuerpo.
Alrededor de los órganos, este tejido brinda protección. Sin embargo, su función principal es ser una reserva de lípidos, los cuales pueden ser utilizados para generar la energía necesaria para el cuerpo y protegernos del exceso de glucosa. Bajo condiciones normales, brinda estímulo de hambre y saciedad al cerebro.

### Ratones

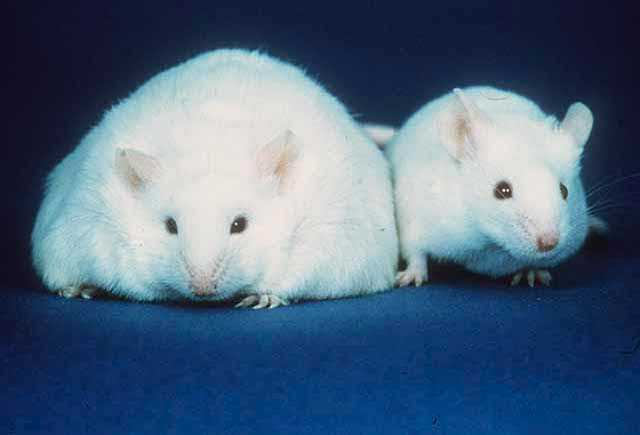
El ratón obeso en la izquierda tiene grandes depósitos de tejido adiposo. En comparación, un ratón con una cantidad normal de tejido adiposo es mostrado a la derecha.

Los ratones tienen ocho grandes depósitos de tejido adiposo, cuatro de ellos se encuentran en la cavidad abdominal. Los pares de depósitos gonadales están unidos al útero y a los ovarios en hembras y al epidídimo y a los testículos en los machos. De todos los depósitos en los ratones, los depósitos gonadales son los más grandes y los más fáciles de diseccionar, ya que comprende aproximadamente 30 % de grasa.
Los depósitos pareados del retroperitoneo, se encuentran a lo largo de la pared dorsal del abdomen, rodeando al riñón y a veces se extiende hasta la pelvis.
El depósito del mesenterio forma una red de tejido que sirve de sostén para los intestinos; y por último, el depósito omental, el cual se origina cerca del estómago y el bazo, cuando crece anómalamente se extiende hasta el abdomen. Ambos depósitos almacenan tanto tejido linfoide como ganglios linfáticos y glóbulos blancos respectivamente.
Los dos depósitos superficiales son los depósitos pareados inguinales, los cuales se encuentran anteriores a las extremidades superiores (debajo de la piel); incluye el grupo de nódulos linfáticos de la ingle.
Los depósitos subescapulares no son una mezcla de tejido adiposo café y tejido adiposo blanco, que se encuentran debajo de la piel entre las crestas dorsales y las escápulas. La capa de tejido adiposo café en este depósito está normalmente recubierto por un “glaseado” de tejido adiposo blanco; algunas veces estos dos tipos de grasa (café y blanca) son difíciles de diferenciarse. Depósitos menores incluyen el pericardio, el cual rodea al corazón y los depósitos pareados poplíteos, ubicado en el músculo poplíteo (detrás de la rodilla), cada depósito poplíteo contiene un gran nódulo linfático.

### Obesidad
En personas con obesidad mórbida, el exceso de tejido adiposo que cuelga hacia abajo desde el abdomen es referido como panículo. El panículo complica la cirugía de la obesidad mórbida, este permanece literalmente como un “delantal de piel” si una persona con obesidad grave pierde grandes cantidades de grasa muy rápido (resultado común de la cirugía del baipás gástrico). Esta condición no puede ser efectivamente corregida tan solo con la dieta y el ejercicio, ya que el panículo está conformado por adipocitos y otros tipos de células de soporte menguadas a su volumen y diámetro mínimos. La cirugía reconstructiva es una de las formas más viables de tratarlo.

### Obesidad y cáncer
De acuerdo con la International Agency for Research on Cancer (Agencia Internacional de Investigación del Cáncer), y con base en estudios epidemiológicos, las personas con obesidad o sobrepeso presentan mayor riesgo de desarrollar varios tipos de cáncer, como adenocarcinoma en el esófago, cáncer en el colon, cáncer de mama (en mujeres postmenopáusicas), cáncer endometrial y cáncer en los riñones.

### Grasa abdominal

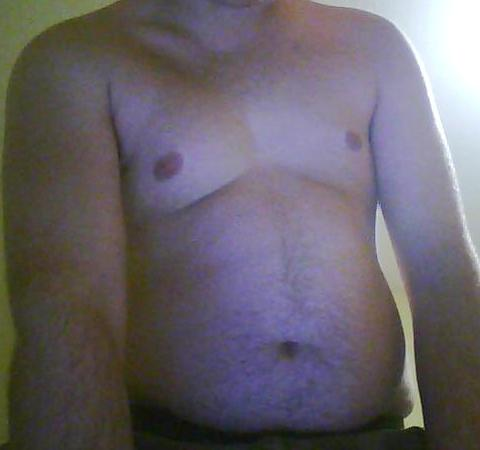
Grasa abdominal en un adolescente masculino.

La grasa visceral o abdominal también conocida como grasa intra-abdominal, es localizada dentro de la cavidad abdominal, almacenada entre los órganos (estómago, hígado, intestinos, riñones, etc.). La grasa intervisceral es distinta a la grasa subcutánea, ubicada debajo de la piel, o la grasa intramuscular, que esta dispersa en los músculos esqueléticos. La grasa en la parte inferior del cuerpo, como en los muslos y los glúteos, es subcutánea y no es un tejido consiente del espacio, mientras que la grasa en el abdomen es más visceral y con un estado semilíquido. La grasa visceral está compuesta por depósitos adiposos, incluyendo tejido mesentérico y tejido blanco adiposo del epidídimo, y depósitos perirrenales. La grasa visceral es considerada como tejido adiposo mientras que la grasa subcutánea no se le considera como tal.
Un exceso de grasa visceral es conocido como obesidad central, la cual sobresale del abdomen. También se le ha relacionado con diabetes tipo 2, resistencia a la insulina, enfermedades inflamatorias, y otra enfermedades relacionadas con obesidad.
La hormona del sexo femenino provoca que la grasa sea almacenada en muslos, glúteos y caderas de las mujeres. Los hombres son más propensos a tener grasa almacenada en el vientre debido a la diferencia hormonal que existe. Cuando las mujeres llegan a la menopausia y la producción de estrógeno en los ovarios disminuye, la grasa emigra de los muslos, glúteos y caderas a sus cinturas; que después será almacenada en su vientre.
Los ejercicios de alta intensidad es una forma efectiva en la cual la grasa abdominal puede ser reducida. Otro estudio demuestra que al menos 10 horas a la semana de gasto energético por medio de ejercicios aeróbicos es requerido para la reducción de grasa abdominal.

### Grasa epicardial
El tejido adiposo epicardial (EAT, Epicardial Adipose Tissue) es una forma particular de grasa visceral depositada alrededor del corazón y reconocida como un órgano activo del metabolismo que genera varias moléculas bioactivas, las cuales pueden afectar de forma significativa a la función cardiaca. Se han observado marcadas diferencias de componentes entre la grasa epicardial y la grasa subcutánea, sugiriendo así la existencia de un depósito de almacenamiento de ácidos grasos que impactan específicamente en las funciones y el metabolismo de adipocitos.

### Grasa subcutánea

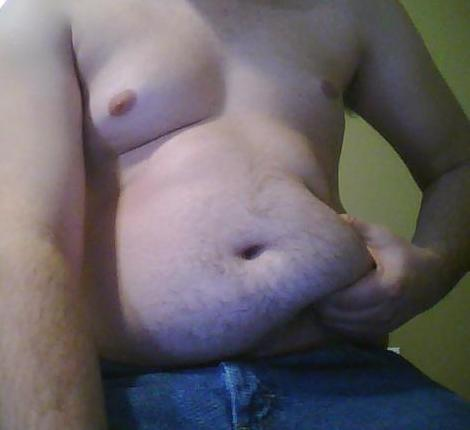
Grasa subcutánea en el abdomen de un adolescente masculino con sobrepeso.

Mucha de la grasa restante no-visceral se encuentra justo debajo de la piel en una región llamada hipodermis. Esta grasa subcutánea no está relacionada con algunas de las patologías clásicas relacionadas de la obesidad, así como enfermedades del corazón, cáncer, y accidente cerebrovascular (CVA); e incluso, algunas evidencias sugieren que puede tener función protectora. El patrón típico de la distribución de grasa corporal femenina (o pelvis) alrededor de las caderas, muslos y piernas es grasa subcutánea, y es por tal que representa un menor riesgo de salud en comparación a la grasa visceral.
Así como otros órganos de grasa, la grasa subcutánea es parte activa del sistema endocrino, ya que secreta las hormonas leptina y resistina.
La relación entre la capa de tejido adiposo subcutáneo y la grasa corporal total en una persona es normalmente modelada al usar ecuaciones de regresión. La más popular de estas ecuaciones fue formulada por Durnin y Wormersley, quienes rigurosamente probaron muchos tipos de plegamiento de la piel y que, como resultado, crearon dos fórmulas para calcular la densidad del cuerpo de las mujeres y de los hombres. Estas ecuaciones presentan una correlación inversa entre los pliegues de la piel y la densidad corporal —al aumentar la suma de los pliegues de la piel, la densidad corporal disminuye—.
Factores como el sexo, la edad, el tamaño de la población, economía, entre otras variables pueden invalidar y hacer no usables estas ecuaciones; hasta el 2012, la ecuación de Durnin y Wormersley permanece solo para estimar el verdadero nivel de grasa en una persona. Nuevas fórmulas aún se siguen creando.

## Fisiología
Los ácidos grasos libres son liberados de la lipoproteína por una enzima llamada lipasa lipoproteíca; éstos ácidos grasos libres entran al adipocito, donde son reensamblados en triglicéridos. Aproximadamente el 87 % del tejido graso de los humanos está compuesto por lípidos.
Existe un constante flujo de ácidos grasos libres. Dichos fluidos son controlados por la insulina y la leptina. Si tenemos una concentración elevada de insulina existe un incremento en el flujo de ácidos grasos libres, cuando la insulina baja, los ácidos grasos pueden ser liberados del tejido adiposo. La secreción de insulina es estimulada por la concentración elevada de azúcar o glucosa en sangre debido al consumo de carbohidratos.
En humanos, la lipólisis (hidrólisis de triglicéridos en ácidos grasos) es regulada por el balance controlado de los receptores andrógeno-B lipolítico y el receptor androgénico a2A, mediando la anti-lipólisis.
Los adipocitos tienen un papel fisiológico importante en la regulación de los niveles de los triglicéridos y los ácidos grasos libres, así mismo determinan la resistencia a la insulina.
La grasa abdominal tiene un metabolismo diferente, siendo más propenso a inducir la resistencia a la insulina. Esto explica porque la obesidad central es un precursor de la intolerancia a la glucosa siendo un factor independiente a enfermedades cardiovasculares (aún en la ausencia de diabetes mellitus e hipertensión).
En 2009 se realizaron estudios a monos hembra, en la Universidad de Wake Forest, en los cuales se descubrió que los individuos que sufrían de niveles altos de estrés tenían niveles más altos de grasa visceral en el cuerpo. Esto sugiere una posible causa-efecto donde el estrés promueve la acumulación de grasa visceral, lo cual se convierte en la causa de cambios hormonales y metabólicos que contribuyen a la aparición de enfermedades cardiovasculares y otros problemas de salud.
Recientes avances en biotecnología han permitido la cosecha de tejido adiposo de células adultas, permitiendo la estimulación del tejido utilizando las propias células del paciente. Aunado a eso se sabe que las células diferenciadas en adipocitos tanto de humanos como de animales, pueden ser reprogramadas a ser células pluripotenciales sin la necesidad de células de cultivo. El uso de células propias del paciente reduce el riesgo de rechazo y evita problemas éticos asociados al uso de células madre de un embrión.
El tejido adiposo es una gran fuente de aromatasa, que tanto en hombres como en mujeres contribuye a la producción de estradiol.
Las hormonas derivadas de adipocitos incluyen:
- Adiponectina
- Resistina
- Activador e inhibidor de plasminógeno (PAI-1)
- TNF∝
- IL-6
- Leptina
- Estradiol

El tejido adiposo también secreta un tipo de citosinas, llamadas adipocinas, las cuales actúan en las complicaciones asociadas a la obesidad.

### Grasa marrón

Sección de grasa parda intraescapular de ratón vista al microscopio electrónico.

El tejido adiposo marrón es una forma especializada de tejido adiposo en humanos, roedores, mamíferos pequeños y en algunos animales hibernadores. Se encuentra principalmente alrededor del cuello y en grandes vasos sanguíneos del tórax. Este tejido especializado puede generar calor por "desacoplamiento" de la cadena respiratoria de la fosforilación oxidativa dentro de la mitocondria. El proceso de desacoplamiento se refiere a cuando los protones por el gradiente electroquímico pasan a través de la membrana mitocondrial interna, la energía de este proceso se libera en forma de calor en lugar de ser utilizada para generar ATP. Este proceso termogénico puede ser vital en los recién nacidos expuestos al frío, que a su vez requieren de esta termogénesis para mantener el calor, ya que son incapaces de temblar, o realizar otras acciones para mantenerse calientes.
Los intentos de simular este proceso de manera farmacológica hasta ahora han sido insatisfactorios (e incluso letales). Las técnicas para manipular la diferenciación de la “grasa marrón” se han convertido en un mecanismo para una terapia de pérdida de peso en un futuro, fomentando el crecimiento de tejido con este metabolismo especializado sin inducirlo en otros órganos.
Hasta hace poco tiempo se pensaba que el tejido adiposo marrón estaba limitado principalmente a la etapa infantil en los seres humanos, pero la nueva evidencia ha anulado esa creencia. El tejido metabólicamente activo presenta respuestas de temperatura similares a las del tejido adiposo marrón, esto se registró por primera vez en el cuello y el tronco de algunos adultos humanos en 2007, y la presencia de tejido adiposo marrón en los adultos humanos se verificó posteriormente histológicamente en las mismas zonas anatómicas.

### Genes
La hipótesis del gen ahorrador (también conocida como la hipótesis de hambre) afirma que en algunas poblaciones, el cuerpo sería más eficaz en la retención de grasa en tiempos de abundancia, con lo que dotarían una mayor resistencia a la inanición en tiempos de escasez de alimentos. Esta hipótesis ha sido desacreditada por los antropólogos físicos, fisiólogos y el autor de la propuesta original.
En 1995, Jeffrey Friedman, en su residencia en la Universidad Rockefeller, descubrió la leptina, proteína que al ratón genéticamente obeso le faltaba. La leptina es producida en el tejido adiposo blanco y por señalización al hipotálamo. Cuando los niveles de leptina bajan, el cuerpo lo interpreta como pérdida de energía, y el hambre aumenta. Los ratones que carecen de esta proteína comen hasta cuatro veces su tamaño normal.
Sin embargo la leptina, desempeña una función diferente en la obesidad por dieta en roedores y humanos. Debido a que los adipocitos producen leptina. Los niveles de leptina son elevados en la obesidad. Sin embargo, sigue siendo el hambre, y, cuando los niveles de leptina caen debido a la pérdida de peso, aumento de hambre. La caída de la leptina es mejor visto como una señal de hambre que el aumento de la leptina como una señal de saciedad. Sin embargo, la elevación de leptina en la obesidad se conoce como resistencia a la leptina. Los cambios que ocurren en el hipotálamo para dar lugar a resistencia a la leptina en la obesidad son actualmente el foco de investigación de la obesidad.
Los defectos genéticos en el gen de la leptina (ob) son poco frecuentes en la obesidad humana.
A partir de julio de 2010, solo han sido identificadas en todo el mundo 14 personas de cinco familias que llevan un gen mutado ob (una de las cuales fue la primera causa identificada de obesidad genética en los seres humanos): dos familias de origen pakistaní que viven en el Reino Unido, una familia que vive en Turquía, uno en Egipto y otro en Austria. Otras dos familias se han encontrado que llevan un obreceptor mutado. Otros han sido identificados genéticamente como parcialmente deficientes en leptina, y, en estos individuos, los niveles de leptina en el extremo inferior del rango normal se puede predecir la obesidad.
Varias mutaciones de genes que implican las melanocortinas (utilizados en la señalización del cerebro asociada con el apetito) y sus receptores también han sido identificados como causantes de la obesidad en una porción más grande de la población que las mutaciones de leptina.
En 2007, los investigadores aislaron el gen adiposo, los investigadores establecieron como hipótesis que este gen sirve para mantener a los animales delgados durante tiempos de abundancia. En ese estudio, el aumento de la actividad del gen adiposo se asoció con animales más delgados. Aunque sus descubridores denominaron a este gen el gen adiposo, este no es un gen responsable de la creación de tejido adiposo.

### Propiedades físicas
El tejido adiposo tiene una densidad de aproximadamente 0,9 g/ml (0,9 kg/L). Así, una persona con mayor tejido adiposo flotará más fácilmente que una persona con el mismo peso, pero con mayor tejido muscular, ya que el tejido muscular tiene una densidad de 1,06 g/ml (1,06 kg/L).

## Medidor de grasa corporal
Un medidor de grasa corporal es una herramienta ampliamente disponible usada para medir el porcentaje de grasa en el cuerpo humano. Diferentes medidores utilizan varios métodos para determinar la grasa corporal, en relación con el peso. Estos tienden a subestimar el porcentaje de grasa del cuerpo.
En contraste con las herramientas clínicas, un tipo relativamente económico de medidor de grasa corporal utiliza el principio de análisis de impedancia bioeléctrica (BIA) para determinar el porcentaje de un individuo de grasa corporal. Para lograr esto, se pasa una pequeña corriente eléctrica inofensiva a través del cuerpo y mide la resistencia, a continuación, utiliza la información sobre el peso de la persona, altura, edad y sexo, para calcular un valor aproximado para el porcentaje de la grasa corporal de la persona. El cálculo mide el volumen total de agua en el cuerpo (tejido muscular magro y contienen un porcentaje más alto de agua que la grasa), y se calcula el porcentaje de grasa basado en esta información. El resultado puede fluctuar varios puntos porcentuales dependiendo de lo que se ha comido y la cantidad de agua se ha consumido antes del análisis.